# Zisterzienserinnenabtei Saint-Just
Die Zisterzienserinnenabtei Saint-Just war von 1349 bis 1791 ein Kloster der Zisterzienserinnen zuerst in Saint-Just-de-Claix, ab 1600 in Romans-sur-Isère, Département Drôme, in Frankreich.

## Geschichte
Humbert II. (Viennois) stiftete 1349 das Nonnenkloster Notre-Dame-des-Anges-en-Royans in Saint-Just-de-Claix für seine Mutter Beatrix von Ungarn, Tochter von Karl Martell (Ungarn), die dort eintrat und 1354 starb. 1600 wechselte der Konvent in die Stadt Romans-sur-Isère, wo er weiterhin den Namen Saint-Just trug. 1791 kam es durch die Französische Revolution zur Auflösung des Klosters. Von 1804 bis 1906 wurden die in Romans verbliebenen Klostergebäude von dem durch Pierre Vigne (1670–1740) gegründeten Orden der Schwestern vom Heiligen Sakrament von Valence besiedelt. Sie sind in der Rue Saint-Just noch erhalten und werden als Schule genutzt. In Saint-Just-de-Claix wurde das Klostergebäude 1850 in das heute noch bestehende Schloss Notre-Dame (auch: des Anges) umgebaut.